# 托尔杜埃
托尔杜埃（法語：Tordouet，法語發音：[tɔʁdwɛ] ⓘ）是法国卡尔瓦多斯省的一个旧市镇，属于利雪区。2016年，托尔杜埃与临近的4个市镇合并为新市镇瓦洛尔比凯。

## 地理
托尔杜埃（49°2'58"N, 0°19'48"E）面积6.76 平方千米，位于法国诺曼底大区卡爾瓦多斯省，该省份为法国西北部沿海省份，北濒大西洋英吉利海峡，东北与滨海塞纳省以海上边界相接，东临厄尔省，南至奧恩省，西与芒什省接壤。
与托尔杜埃接壤的市镇（或旧市镇、城区）包括：塞尔奈、拉沙佩勒伊翁、费尔瓦克、圣西尔迪龙斯赖、圣马丹德比安费特-拉克雷索尼耶尔、圣皮埃尔德马约、瓦洛尔比凯。

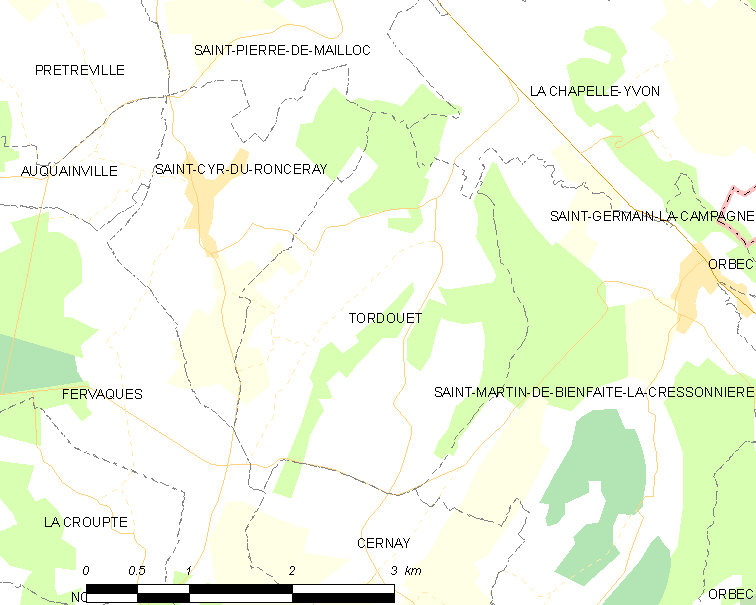
托尔杜埃的OSM定位图

托尔杜埃的时区为UTC+01:00、UTC+02:00（夏令时）。

## 行政
托尔杜埃的邮政编码为14290，INSEE市镇编码为14693。

## 政治
托尔杜埃所属的省级选区为利瓦罗派多日县。

## 人口

1962-2008年间托尔杜埃人口变化图示

托尔杜埃于2018年1月1日时的人口数量为271人。